# むすんでひらいて (漫画)
『むすんでひらいて』は、水瀬マユによる日本の漫画作品。無料ウェブコミック誌『EDEN』（マッグガーデン）にて2009年9月18日から2013年8月5日にかけて連載された。単行本は全8巻。

## 概要
高校生たちの、さまざまな恋愛模様を描くラブコメ作品。ストーリーはオムニバス形式で展開され、回によって主人公やヒロインが異なっている。ストーリー本編は単行本7巻目で終了となり、以降は番外編のストーリーが掲載された。

## 書誌情報
- 水瀬マユ 『むすんでひらいて』、マッグガーデン 〈ブレイドコミックスEDEN〉 2010年 - 2013年、全8巻
  1. 2010年7月29日初版発行（7月14日発売）、ISBN 978-4-86127-751-1
  2. 2010年11月28日初版発行（11月13日発売）、ISBN 978-4-86127-794-8
  3. 2011年5月29日初版発行（5月14日発売）、ISBN 978-4-86127-852-5
  4. 2011年9月29日初版発行（9月14日発売）、ISBN 978-4-86127-895-2
  5. 2012年1月29日初版発行（1月14日発売）、ISBN 978-4-86127-936-2
  6. 2012年7月29日初版発行（7月14日発売）、ISBN 978-4-8000-0022-4
  7. 2013年3月1日初版発行（2月14日発売）、ISBN 978-4-8000-0093-4
  8. 2013年9月29日初版発行（9月14日発売）、ISBN 978-4-8000-0210-5

## Webアニメ
2018年9月7日よりアニメビーンズで配信のWebアニメ。水瀬マユの作品としては初のアニメ化となる。

### キャスト
- 朝木日摩裏 - 加隈亜衣
- 古屋広呂 - 酒井広大
- 牧原理央 - 古木のぞみ
- 明智桂 - 山口翔平
- 澤村夏 - 東城日沙子
- 古屋舞 - 朝井彩加
- 村田 - 山口智広
- 西野 - 青木優太
- 古屋母 - 吉富ちか
- 放送委員 - 遠野ひかる
- 先生 - うさみ航
- 女友達 - 加藤祐梨
- 小学生 - 仲田ありさ

### スタッフ
- 監督・音響監督 - ひらさわひさよし
- 音響制作 - Cloud22
- アニメーション制作 - Creators in Pack
- 製作 - アニメビーンズ